# Australobolbus latipennis
Australobolbus latipennis är en skalbaggsart som beskrevs av Henry Fuller Howden 1989. Australobolbus latipennis ingår i släktet Australobolbus och familjen Bolboceratidae. Inga underarter finns listade.